# 富松正安

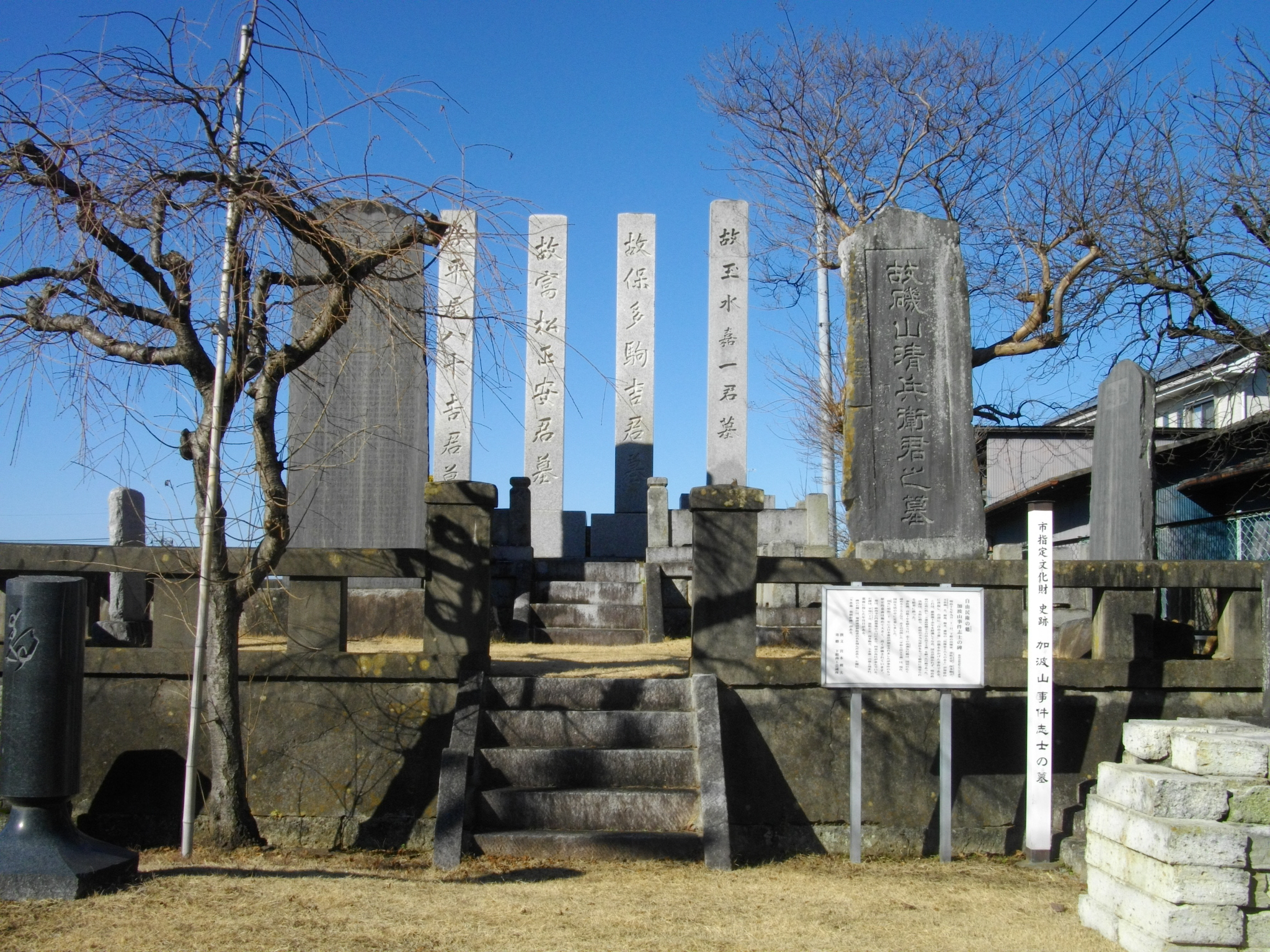
富松正安の墓（茨城県筑西市下館地区）

富松 正安（とまつ まさやす、嘉永2年9月13日（1849年10月28日） - 1886年（明治19年）10月5日）は、明治時代の自由民権運動家。常陸国下館（現・茨城県筑西市）出身。

## 来歴
- 嘉永2年9月13日（1849年10月28日）、下館藩士の富松正惇（まさあつ）の息子として生まれる。後に小学校の教員となるが辞職し、国会開設運動に関係する。1881年（明治14年）に自由党に入党する。
- 1884年（明治17年）になると地元・下館に自由党員の研修道場である有為館が建設され、その館長として人材の育成にあたった。この年の9月になると加波山事件の実行グループに加わるが敗れて逃走。同年11月2日に逃走先の千葉県市原郡姉崎（現・市原市姉崎）にて逮捕される。そして、1886年（明治19年）の8月に大審院で死刑が確定し、10月5日に千葉県の寒川監獄にて処刑された。享年38。